# Brunel Manor
Brunel Manor (la Mansión Brunel), edificio anteriormente conocido como Watcombe Park, es una mansión situada en las afueras del balneario de Torquay, en Devon, Inglaterra. Fue encargada para su familia por el célebre ingeniero Isambard Kingdom Brunel, que no llegó a habitarla debido a que falleció en 1859, antes de que se concluyeran las obras. En la década de 2020 se ha planteado su conversión en edificio de apartamentos. Está catalogada como un monumento de Grado II.

## Historial de la propiedad
La mansión y sus jardines fueron diseñados por William Burn para ser la casa de retiro de Isambard Kingdom Brunel y su familia. Brunel descubrió el área de Torquay mientras reconocía el terreno para el trazado de las vías del Great Western Railway, y más adelante los Brunel pasaron muchas temporadas de vacaciones en la ciudad. Finalmente, compró el terreno con miras a diseñar y construir la casa de sus sueños, a la que tenía previsto retirarse.
Brunel nunca vio terminadas la casa ni los jardines debido a su muerte en 1859. Ya había importado grandes cantidades de madera de pino de Oregón y se habían colocado los cimientos, por lo que había que encontrar un comprador que estuviera dispuesto a trabajar con lo que ya estaba hecho. Fue propiedad brevemente de John y Robert Vicary, pero la casa siguió vacía hasta que la adquirió el fabricante de papel James Crompton en 1873. Rediseñó la apariencia exterior del estilo italiano elegido por Brunel al estilo francés, y construyó la casa actual sobre los cimientos previamente ejecutados. También compró una gran cantidad de terreno circundante, de manera que la finca ocupaba en ese momento unas 200 hectáreas (500 acres), y se llamaba Watcombe Park.
Durante los siguientes 90 años, la casa fue ocupada por los siguientes propietarios: Charles Ichabod Wright, el Sr. James Peck, Sir John Edwards-Moss, Frederick James Lund, Thomas John Crossman, el Stockwell College of Education (evacuado de Londres durante la Segunda Guerra Mundial); y la compañía Holiday Fellowship (que le dio a la propiedad su nombre actual). Con cada transacción se fueron vendiendo varias partes de la finca original, de la que en 1940 solo quedaban 4 hectáreas (10 acres).
En enero de 1963, The Woodlands House of Prayer Trust compró la casa y los jardines por 28.500 libras, y la compañía se mudó a la mansión desde sus instalaciones en Eastbourne.

### De 1963 a 2021
Brunel Manor fue operado hasta 2021 por The Woodlands House of Prayer Trust como un centro cristiano de vacaciones, retiros y conferencias. La casa se amplió considerablemente para este propósito durante estos años, y la portería fue recomprada a unos propietarios privados en 1986.

### A partir de 2021
Durante la pandemia de COVID-19, el centro de conferencias se volvió inviable, y en 2021 Brunel Manor se vendió a la compañía ATA Estates (Brunel Manor) LLP, una empresa de desarrollo inmobiliario residencial. En 2023 se públicos unos planes para eliminar varias ampliaciones del siglo XX y subdividir la mansión en apartamentos residenciales.

## El edificio

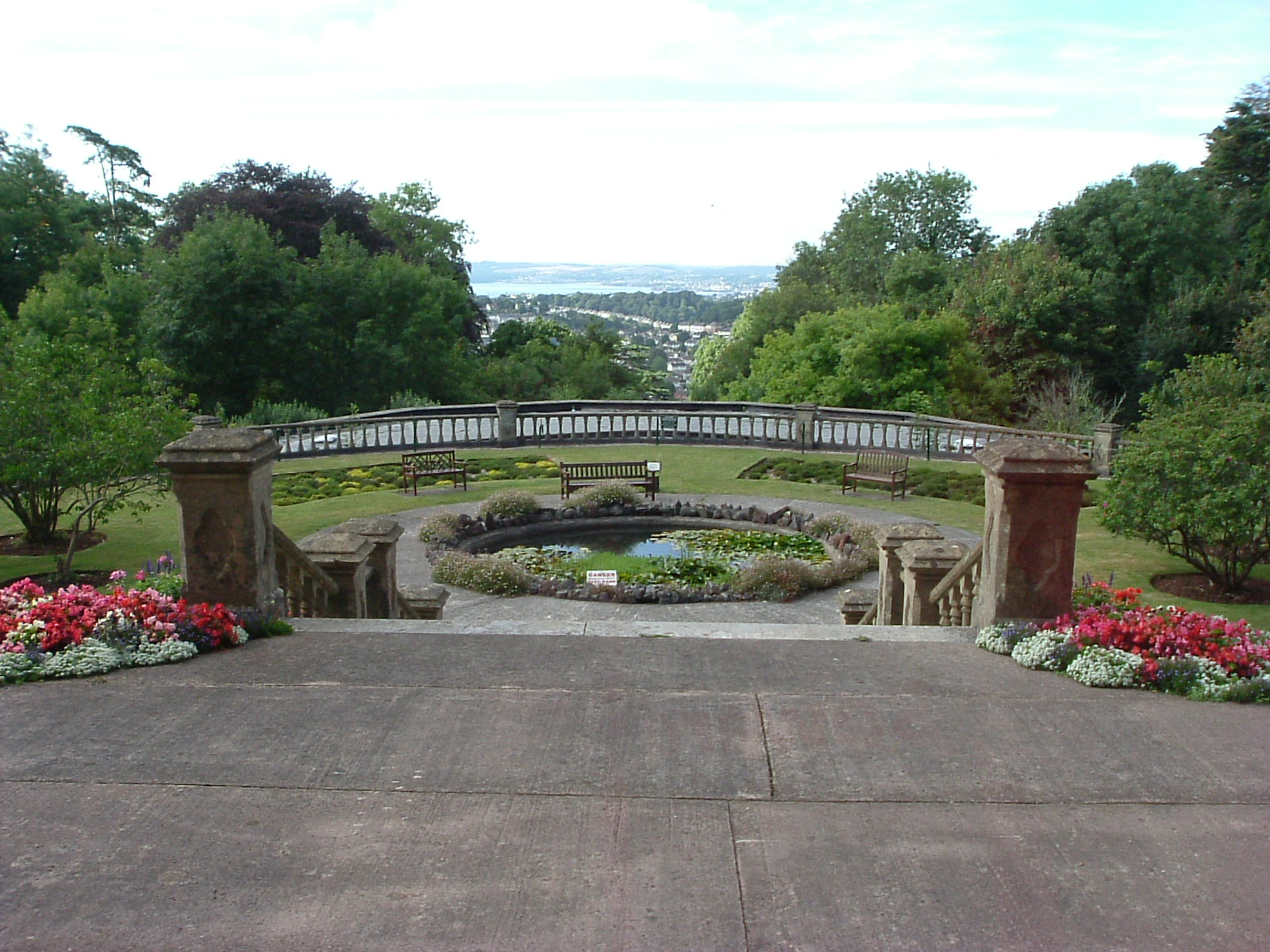
Vista los jardines desde Brunel Manor

La mansión fue registrada como monumento clasificado de Grado II en 1988, debido a su importancia histórica y arquitectónica. Está construido principalmente con piedra caliza gris local, con los marcos de las ventanas y otros elementos decorativos realizados en piedra de Bath. La casa original se construyó principalmente en tres plantas (con una cuarta altura sobre la torre de entrada). Posteriormente se añadió al este una sala del mismo estilo, aunque las fechas disponibles para esta adición son vagas (entre 1907 y 1923), tal como se indica en el propio documento informativo de Brunel Manor.
La Ley de Protección contra Incendios de 1971 entró en vigor en 1972, cuando los hoteles y pensiones fueron la primera clase de locales afectados por la nueva normativa. Según la Orden de 1972 de protección contra incendios (hoteles y pensiones), (Instrumento estatutario (SI) 1972/238), cualquier local donde hubiera alojamiento para dormir para más de 6 personas (personal o invitados) o alojamiento para dormir encima de la primera planta, debía solicitar un Certificado de cumplimiento de la normativa, emitido por la autoridad local de bomberos. Esto requirió la construcción de particiones en los rellanos (cuando los pasillos estaban previamente abiertos), la protección contra el fuego de muchas puertas y marcos de puertas, la eliminación de materiales combustibles y la instalación de un sistema de alarma contra incendios; por lo que muchos elementos originales quedaron ocultos detrás de placas de yeso, los pasillos fueron divididos por modernas puertas cortafuegos, y se introdujeron vidrios reforzados. La magnitud de esta modificación interna puede apreciarse por su coste en 1973 de 9.000 libras esterlinas, el mismo precio medio de una casa comprada en el Reino Unido ese año.
Entre 1980 y 1998 se añadieron dos reformas tipo loft y cuatro ampliaciones de estilo más moderno, construidas para satisfacer las necesidades actuales del centro de vacaciones.

## Lectura adicional
- Tudor, Geoffrey (2007). Brunel's Hidden Kingdom. Paignton: Creative Media Publishing. ISBN 978-0954607128.